# Erythrolamprus melanotus
Espèce
Synonymes
- Coluber melanotus Shaw, 1802
- Leimadophis melanotus (Shaw, 1802)
- Liophis melanotus (Shaw, 1802)
- Coluber raninus Merrem, 1820
- Coluber vittatus Hallowell, 1845
- Liophis melanonotus Cope, 1860
- Aporophis crucifer Ahl, 1925
- Liophis melanotus lamari Dixon & Michaud, 1992
- Liophis melanotus nesos Dixon & Michaud, 1992

Statut de conservation UICN

 LC  : Préoccupation mineure
Erythrolamprus melanotus  est une espèce de serpents de la famille des Dipsadidae.

## Répartition
Cette espèce se rencontre :
- en Colombie ;
- au Venezuela dans l'État de Cojedes ainsi que sur l'île Margarita ;
- à Trinité-et-Tobago ;
- à La Grenade dans les Petites Antilles.

## Sous-espèces
Selon The Reptile Database (8 août 2013) :
- Erythrolamprus melanotus lamari (Dixon & Michaud, 1992)
- Erythrolamprus melanotus melanotus (Shaw, 1802)
- Erythrolamprus melanotus nesos (Dixon & Michaud, 1992)

## Publications originales
- Dixon & Michaud, 1992 : Shaw's black-backed snake (Liophis melanotus) (Serpentes: Colubridae) of Northern South America. Journal of Herpetology, vol. 26, no 3, p. 250-259.
- Shaw, 1802 : General Zoology or Systematic Natural History, G. Kearsley, Thomas Davison, London, vol. 3, no 2, p. 313-615 (texte intégral).